# Аппаз
Аппа́з (каз. Аппаз) — село у складі Каркаралінського району Карагандинської області Казахстану. Адміністративний центр Кайнарбулацького сільського округу.
Населення — 769 осіб (2021; 1054 у 2009, 1237 у 1999, 1306 у 1989).
Національний склад станом на 1989 рік:
- казахи — 100 %.

У радянські часи село називалось також Айбиз.